# یودوووا
یودوووا (به لاتین: Jodłowa) یک روستا در لهستان است که در گمینا یودوووا واقع شده‌است. یودوووا ۴٬۱۰۰ نفر جمعیت دارد.